# 西隆新园蛛
西隆新园蛛（学名：Neoscona shillongensis）为园蛛科新园蛛属的动物。分布于印度以及中国大陆的浙江、西藏、云南等地，常生活于农田以及灌木丛及草丛。该物种的模式产地在印度。